# Forcipomyia paenedentula
Forcipomyia paenedentula är en tvåvingeart som beskrevs av Debenham 1983. Forcipomyia paenedentula ingår i släktet Forcipomyia och familjen svidknott. Inga underarter finns listade i Catalogue of Life.